# Amboimwürger
Der Amboimwürger (Laniarius amboimensis) ist eine Vogelart aus der Familie der Buschwürger (Malaconotidae).
Der Vogel ist endemisch in Angola in einem kleinen Areal um Gabela herum im Westen Angolas, auch um den Kumbira Forest südlich bis Gungo.
Der Lebensraum umfasst Unterwuchs in feuchten Wäldern entlang der Hänge, in verlassenen Plantagen, Sekundärwald oberhalb von 730 m Höhe.
Der Artzusatz bezieht sich auf den Landkreis Amboim.
Dieser Buschwürger ist ein Standvogel.

## Merkmale
Der Vogel ist etwa 17–18 cm groß. Stirn, Scheitel und Nacken sind kastanienbraun, etwas blasser seitlich und am Schnabelansatz. Zügel, Augenregion, Ohrdecken, Nackenseiten und Mantel sind tiefschwarz, der übrige Rücken und Bürzel sind grauschwarz, die Oberschwanzdecken und der Schwanz sind schwarz. Die Flügeldecken sind glänzend bräunlich-schwarz. Die mittleren Flügeldecken formen eine lange weiße Flügelbinde mit weißen Spitzen. Kinn, Kehle und die gesamte Unterseite sind rein weiß. Die Iris ist dunkelbraun, der Schnabel schwarz, die Beine sind schiefergrau. Die Geschlechter unterscheiden sich nicht.
Die Art unterscheidet sich vom Braunscheitelwürger (Laniarius luehderi) durch die ungefärbt weiße Unterseite, vom Sumpfwürger (Laniarius bicolor) durch den kastanienbraunen Scheitel und Nacken.
Die Art ist monotypisch.

## Stimme
Der Ruf des Männchens wird als tiefes, kehliges, froschartiges "worrrk" oder zweisilbiges "wor-worrrk" beschrieben, alle 3–4 s wiederholt, sehr ähnlich dem des Braunscheitelwürgers (Laniarius luehderi), auch ein harsches "tsik ksh-ksh-kshk" ist zu hören.

## Lebensweise
Nahrung und Brutzeit sind nicht bekannt. Der Vogel kommt in gemischten Jagdgemeinschaften vor.

## Gefährdungssituation
Der Bestand gilt als „stark gefährdet“ (Endangered) aufgrund von Habitatverlust.